# Inge Ginsberg
Inge Ginsberg (née Ingeborg Neufeld le 27 janvier 1922 à Vienne et morte le 20 juillet 2021 à Zürich) est une journaliste, auteure et chanteuse autrichienne et suisse.

## Biographie
Ingeborg Neufeld naît dans une famille juive aisée de Vienne le 27 janvier 1922. Après l’Anschluss, son père est déporté à Dachau (dont il parviendra à revenir) tandis que sa mère parvient à s’enfuir en Suisse en 1942 avec Inge et son frère, Hans.
Par le biais d’Otto Kollman, un de ses amis viennois (qui deviendra ensuite son mari), elle travaille dans une maison utilisée par l’OSS pour ses activités pendant la guerre. En 1945, Otto et Inge choisissent de s’établir à Zurich et rejoignent l’industrie musicale locale comme compositeurs. Dans les années 50, ils déménagent aux États-Unis pour poursuivre leur carrière musicale à Hollywood ; le couple se sépare toutefois en 1956. Certaines de leurs créations sont interprétées par des artistes renommés comme Nat King Cole, Dean Martin ou Doris Day.
Après ce divorce, Inge Ginsberg retourne à Zurich et y travaille comme journaliste. Elle rencontre ensuite Hans Kruger, directeur d’un hôtel de luxe à Tel Aviv, qu’elle épouse en 1960 et avec qui elle s’installe en Israël. Ils se séparent en 1972, et Inge épouse la même année Kurt Ginsberg, qu’elle suit en Équateur. Elle se consacre à l’écriture à cette période. Kurt meurt en 1999, Inge retourne alors en Suisse. 
En 2014, Pedro da Silva, un de ses amis, l’écoute lire des paroles qu’elle vient d’écrire, et lui suggère de fonder un groupe de métal pour les interpréter. Avec Inge and the TritoneKings, elle participe à l’émission Die grössten Schweizer Talente en 2015 et propose en 2015 et 2016 des chansons pour représenter la Suisse à l’Eurovision.
Elle meurt en juillet 2021 d’une insuffisance cardiaque.

## Œuvres
- Manfred Flügge, Die Partisanenvilla : Erinnerungen an Flucht, Geheimdienst und zahlreiche Schlager, Deutscher Taschenbuch Verlag, 2008 (ISBN 978-3-423-24680-4 et 3-423-24680-4, OCLC 234368832, lire en ligne)
- (en) Inge Ginsberg-Kruger, No Flowers in the Rainforest, New York, Gray Rabbit Publishing, 2013 (ISBN 978-1-61720-741-9)
- (en) Inge Ginsberg, A Life Story. The Poems of Inge Ginsberg, New York, Gray Rabbit Publishing, 2014 (ISBN 978-1-62755-632-3)